# 京都市立桃薗小学校
京都市立桃薗小学校（きょうとしりつ とうえんしょうがっこう）は、京都市上京区にあった公立小学校。明治2年（1869年）に京都で設立された64の番組小学校の一つとして開校し、平成7年（1995年）に京都市立西陣小学校と共に京都市立桃薗西陣小学校に統合され、閉校した。京都市立桃薗西陣小学校は、平成9年（1997年）に京都市立成逸小学校、京都市立聚楽小学校と共に、京都市立西陣中央小学校に統合された。

## 概要
学校名は、平安時代中期に現在の大宮一条付近に営まれた源保光の邸宅「桃薗宮」にちなむ。

## 沿革
- 1869年（明治2年） - 上京第十一番組小学校が大宮校として開校[2][4][5][6]（開校日:7月8日[1]・10月1日[2][4]）
  - その後、校名を桃薗に改称[6]
- 1887年（明治20年）7月 - 京都市立桃薗尋常小学校に改称[2][4]
- 1902年（明治35年）4月 - 高等科を設置し、桃薗尋常高等小学校となる[2]。
- 1909年（明治42年）4月 - 高等科を廃し、桃薗尋常小学校となる[2]。
- 1941年（昭和16年）4月 - 京都市桃薗国民学校に改称[2]
- 1943年（昭和18年）- 嘉楽国民学校が高等科のみとなり、初等科を乾隆校と桃薗校に分属[7]。
- 1947年（昭和22年）4月 - 学制改革により京都市立桃薗小学校となる[2]。
- 1995年（平成7年）- 京都市立桃薗西陣小学校に統合され閉校[6]
- 1997年（平成9年）- 桃薗西陣小学校、成逸小学校、聚楽小学校が西陣中央小学校に統合[6]

元桃薗小学校地は、京都市立西陣中央小学校になっている。

## 桃薗学区
桃薗学区（とうえんがっく）は、京都市の学区（元学区）のひとつ。京都市上京区に位置する。明治初期に成立した地域区分である「番組」に起源を持ち、学区名の由来ともなるかつての桃薗小学校の通学区域であり、今でも地域自治の単位となる地域区分である。
明治2年（1869年）の第二次町組改正により成立した上京第11番組に由来し、同年には、区域内に上京第11番組小学校（大宮校、のち桃薗に校名を改称）が創立した。明治5年（1872年）には上京第8区、明治12年（1879年）には区が組となり上京第8組となった。学区制度により明治25年（1892年）には上京第7学区となった。
昭和4年（1929年）に、学区名が小学校名により改称され、上京第7学区から桃薗学区となった。昭和17年（1942年）に京都市における学区制度は廃止されるが、現在も地域の名称、地域自治の単位として用いられている。

### 人口・世帯数
京都市内では、おおむね元学区を単位として国勢統計区が設定されており、桃薗学区の区域に設定されている国勢統計区（上京区第1国勢統計区）における令和2年（2020年）10月の人口・世帯数は4,718人、2,843世帯である。

### 地理
上京区の中央部に位置する学区であり、北側で西陣学区、東側で小川学区、南側で聚楽学区、西側で嘉楽学区と接する。区域は、おおむね東は堀川通、西は浄福寺通、北は五辻通の北、南は一条通で限られ、面積は0.25平方キロメートルである。

### 桃薗学区内の通り

#### 東西の通り
- 五辻通
- 今出川通
- 中筋通
- 元誓願寺通
- 笹屋町通
- 横神明通
- 一条通

#### 南北の通り
- 堀川通
- 葭屋町通
- 猪熊通
- 黒門通
- 旧大宮通
- 大宮通
- 智恵光院通

### 桃薗学区の町名
北之御門町、薬師町、元北小路町、桜井町、五辻町、観世町、芝大宮町と西陣学区の樋之口町は、江戸時代に糸問屋の集まる「糸屋八町」を構成した。
- 南舟橋町
- 橋之上町
- 竪門前町
- 堀川上之町
- 徳屋町
- 晴明町
- 竪神明町
- 横神明町
- 毘沙門町
- 弾正町
- 芝大宮町
- 観世町
- 薬師町
- 北之御門町
- 石薬師町
- 下石橋町
- 栄町
- 桜井町
- 橘町
- 五辻町
- 西船橋町
- 北猪熊町
- 元伊佐町
- 元北小路町
- 横大宮町
- 南門前町
- 富小路町
- 寺今町
- 元妙蓮寺町
- 桝屋町
- 橋詰町

## 周辺
徳川綱吉の時代、大宮通沿いに糸問屋の集まる「糸屋八町」がつくられ、現在の大宮今出川の辺りは一日千両に値する生糸・織物を商った「千両が辻」と呼ばれ、西陣織の中心地であった。

### 桃薗学区内の主な施設
- 首途八幡宮
- 京都市考古資料館
- 西陣織会館
- 観世稲荷

## 関連文献
- 『京都市の地名』平凡社〈日本歴史地名大系27〉、1979年。ISBN 4-582-49027-1。
- 碓井小三郎「上京第七学区之部」『京都坊目誌 上京之部 乾 上巻之六-十一』1915年、186-204頁。doi:10.11501/1210439。
- 「桃薗」『上京区140周年記念誌』上京区140周年記念事業実行委員会、2020年、44-45頁。
- 「京都市立桃薗小学校」『京都市立学校園沿革史』京都報道センター、1981年、225頁。doi:10.11501/12111830。